# Cüneyt Çakır
Cüneyt Çakır (Istambul, 23 de novembro de 1976) é um árbitro de futebol turco.
Além de árbitro, Çakır é agente de seguros.Integra o quadro da FIFA desde 2006. Nas edições da UEFA Euro de 2012 e 2016, mediou três partidas em cada.
Também nas Copas do Mundo de 2014 e 2018 mediou três partidas em cada evento. 
Também apitou a Final da Copa do Mundo de Clubes da FIFA de 2012.
Apitou a Final da Liga dos Campeões da UEFA de 2014–15 entre Barcelona e Juventus e fez parte do quadro que foi convocado para atuar durante os  Jogos Olímpicos de Verão de 2016.